# 송경준
송경준(1971년 ~ )은 대한민국의 응급의학자, 의사이다.

## 경력
- 2014.08 ~ 현재	: 서울대학교병원 응급의학과 의무장
- 2013.03 ~ 현재	: 서울대학교병원 응급의학과 임상부교수
- 2012.03 ~ 현재	: 대한응급의료지도의사협의회 평가이사
- 2010.03 ~ 현재	: 서울대학교병원 의생명연구원 응급의료연구실 부실장
- 2010.03 ~ 현재	: 대한재난의학회 총무이사
- 2008.09 ~ 2012.09 : 서울대학교 보라매병원 응급의학과장

## 학력
- 2006.03 ~ 2014.02 : 서울대학교 의과대학원 의학박사
- 2004.03 ~ 2006.02 : 서울대학교 의과대학원 의학석사
- 1991.03 ~ 1997.02 : 서울대학교 의학과 의학사